# ۹۵ (قمری)
۹۵ قمری، نود و پنجمین سال در گاه‌شماری هجری قمری بود.

## رویدادها
مصمومیت علی بن حسین و همسرش  فاطمه بنت عبدالله به دست ولید بن عبدالملک

## زادروزها
1364/06/30تاریخ تولدمحدسلمانپوراست.

## درگذشت‌ها
- ۱۲ محرم - سجاد، امام چهارم شیعیان با همسرش فاطمه بنت عبدالله
- ۲۱ رمضان - حجاج بن یوسف، والی حجاز و عراق در دوره امویان

سعید بن جبیر از یاران امام سجاد 